# Aubria
Aubria es un género de anfibios anuros de la familia Pyxicephalidae. Se distribuyen por las zonas selváticas del África central y occidental.

## Especies
Se conocen las siguientes especies:
- Aubria masako  Ohler & Kazadi, 1990
- Aubria subsigillata  (Duméril, 1856)